# Comportament humà
El comportament humà és el conjunt de comportaments exhibits per l'ésser humà i influenciats per la cultura, les actituds, les emocions, els valors de la persona i els valors culturals, l'ètica, l'exercici de l'autoritat, la relació, la hipnosi, la persuasió, la coerció i/o la genètica.
El comportament humà des dels inicis de la seva història s'ha tractat d'estudiar i comprendre, açò per a tractar d'aprofitar les seves característiques en el desenvolupament d'activitats o millorar-lo per a permetre-li al mateix viure d'una millor manera, ja siga observant les seves fortaleses, millorant aqueixos aspectes i tractar de disminuir les debilitats augmentant l'atenció en els punts en els quals generalment l'ésser humà sol fallar.